# Bill Downey
William K. "Bill" Downey (Shorewood, Wisconsin; 11 de noviembre de 1923 - 5 de septiembre de 2015) fue un jugador de baloncesto estadounidense que disputó una temporada en la BAA. Con 1,98 metros de estatura, jugaba en la posición de pívot.

## Trayectoria deportiva

### Universidad
Jugó durante dos temporadas con los Golden Eagles de la Universidad Marquette, siendo el primer jugador de dicha institución en llegar a jugar en la BAA o la NBA. En su última temporada promedió 7,7 puntos por partido.

### Profesional
Tras cumplir dos años de servicio militar en la Armada de los Estados Unidos, en 1947 fichó por los Providence Steamrollers de la BAA, con los que disputó un total de tres partidos, en los que no consiguió anotar ni un solo punto.

#### Estadísticas en la BAA

##### Temporada regular
| Temporada | Edad | Equipo                  | Liga | P | TC  | TCA | %TC  | TL  | TLA | %TL | ASIS | PTS |
| 1947-48   | 24   | Providence Steamrollers | BAA  | 3 | 0.0 | 0.7 | .000 | 0.0 | 0.0 | 0.0 | 0.0  | 0.0 |
| Total     |      |                         | BAA  | 3 | 0.0 | 0.7 | .000 | 0.0 | 0.0 | 0.0 | 0.0  | 0.0 |